# Louise Pettibone Smith
Louise Pettibone Smith (Ogdensburg, 4 ottobre 1887 – 1981) è stata una biblista, traduttrice, professoressa, autrice e attivista sociale statunitense.
Fu la prima donna ad apparire sul Journal of Biblical Literature nel 1917. In seguito divenne presidente del Comitato Americano per la Protezione degli Stranieri e denunciò la Commissione per le attività antiamericane per il suo "maccartismo". 

## Biografia
Smith è nata a Ogdensburg il 4 ottobre 1887 da Alonzo Albertus Smith e Mary Louise Pettibone. Suo nonno è stato uno dei fondatori dell’abolizionismo nello Stato di New York e suo padre era un redattore del giornale repubblicano nel nord di New York. Smith ha conseguito al Bryn Mawr College la laurea di primo livello nel 1908, il master nel 1912 e il dottorato in lingue semitiche e archeologia palestinese nel 1917. La sua tesi si intitolava "The Messianic Ideal of Isaiah" (L'ideale messianico di Isaiah). Si è laureata alla Divinity School dell'Università di Chicago, al Radcliffe College e in diverse università tedesche.
Smith ha insegnato inglese e latino all'Hardin College in Missouri dal 1908 al 1911. Ha ricevuto una Thayer Fellowship, una borsa di studio di 800 dollari concessa dall'Università di Harvard e aperta a uomini e donne, alla American School of Oriental Research di Gerusalemme, dove ha vissuto dal 1913 al 1914. Nel 1915 fu nominata professore al Dipartimento di storia biblica del Wellesley College, dove rimase fino al 1953, quando fu nominata professoressa emerita. Durante gli ultimi anni della seconda guerra mondiale, Smith abbandonò il lavoro accademico per unirsi all'Associazione americana per il soccorso alla guerra in Grecia, lavorando in un campo profughi dell'ONU in Palestina e insegnando inglese al Pierce College di Atene.
Smith divenne membro della Società per la Letteratura Biblica nel 1915. Nel 1917 fu la prima donna a pubblicare un articolo sul Journal of Biblical Literature. Ha lavorato come segretaria dell’associazione dal 1950 al 1952 e ha rappresentato l’associazione alla conferenza dell'UNESCO a New York nel 1951.
Smith ha tradotto le opere di importanti studiosi tedeschi come Rudolf Bultmann (Jesus and the Word 1934; Faith and Understanding 1969), Hans Hofmann (The Theology of Reinhold Niebuhr 1956); and Karl Barth (Theology and Church 1962). Nel 1958, lei e Joseph Haroutunian hanno tradotto e redatto Commentaries di Giovanni Calvino dal latino all'inglese. Smith ha anche pubblicato i suoi lavori su riviste, recensioni e commenti. Scrisse un commento sul Libro di Ruth con James T. Cleland.
Il lavoro di Smith sulla Bibbia e Calvino ha plasmato la sua prospettiva sociale, che l'ha portata a criticare le politiche del governo statunitense per mettere a tacere i dissidenti della Guerra Fredda. Ha visto somiglianze tra ciò che stava accadendo negli Stati Uniti e ciò che aveva visto prima della guerra in Germania. Nel 1951 è stata eletta presidente del Comitato americano per la protezione dei nati all'estero. In questo ruolo ha viaggiato per il paese parlando della "promessa di una società giusta e libera", che ha poi documentato nel libro Torch of Liberty: Twenty-Five Years in the Life of the Foreign Born in the USA (Torcia della libertà: Venticinque anni nella vita degli stranieri nati negli Stati Uniti) (1959). Nel 1961, denunciò il Comitato americano per la protezione degli stranieri come "superfluo e antiamericano" e chiese la ritrattazione dello Smith Act e del McCarran Act. Nel 1962, a New York si tenne una cena in suo onore, nella quale fu chiamata "Amante della verità e paladina della giustizia”.

## Pubblicazioni
- Louise Pettibone Smith, The Messianic Ideal of Isaiah: A Dissertation Presented to the Faculty of Bryn Mawr College in Part Fulfilment of the Requirement for the Degree of Doctor of Philosophy, June 1917 (Classic Reprint), FB&C Limited, 2018.
- Louise Pettibone Smith, The Messianic Ideal of Isaiah, in Journal of Biblical Literature, vol. 36, 1917,  pp. 158-212.
- Louise Pettibone Smith, Review of "Palestine is our Business" by Millar Burrows, in American Academy of Religion, vol. 18, n. 3, 1950,  p. 199.
- Louise Pettibone Smith, The Book of Micah, in Interpretation, vol. 6, 1952,  pp. 210-227.
- Louise Pettibone Smith e James T. Cleland, The Book of Ruth, collana The Interpreter's Bible, New York, Abingdon-Cokesbury, 1953.
- Louise Pettibone Smith, Torch of Liberty: Twenty-Five Years in the Life of the Foreign Born in the USA, New York, Dwight-King, 1959.